# Pla Calvet

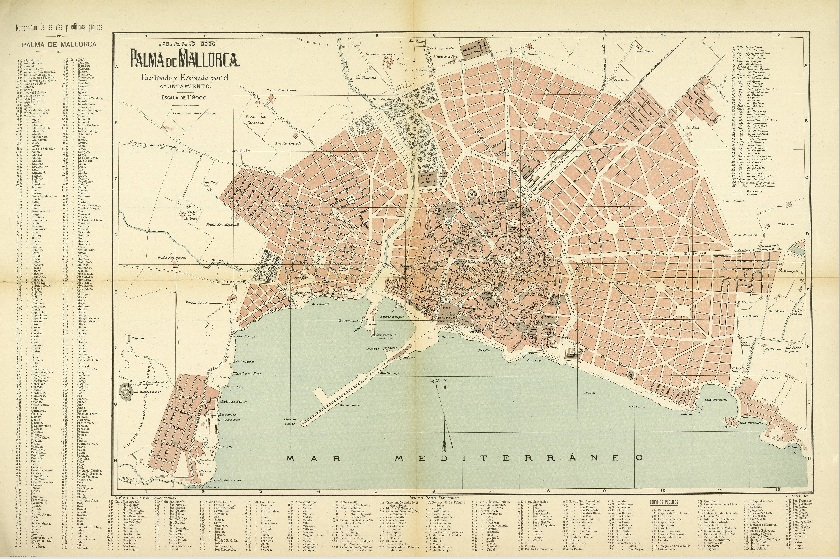
Plànol de la ciutat de Mallorca de començament del en el qual es veu de color rosat l'eixampla dissenyada per Calvet

El pla Calvet, aprovat el 1901, va ser un pla de reforma i eixamplament de la ciutat de Mallorca elaborat per Bernat Calvet i Girona. Suposà realitzar, per bé que amb gran retard, una tasca urbanística cabdal que, a la resta de l'estat, s'esdevengué al segle xix.

## L'enderrocament de les murades i l'eixampla de la ciutat

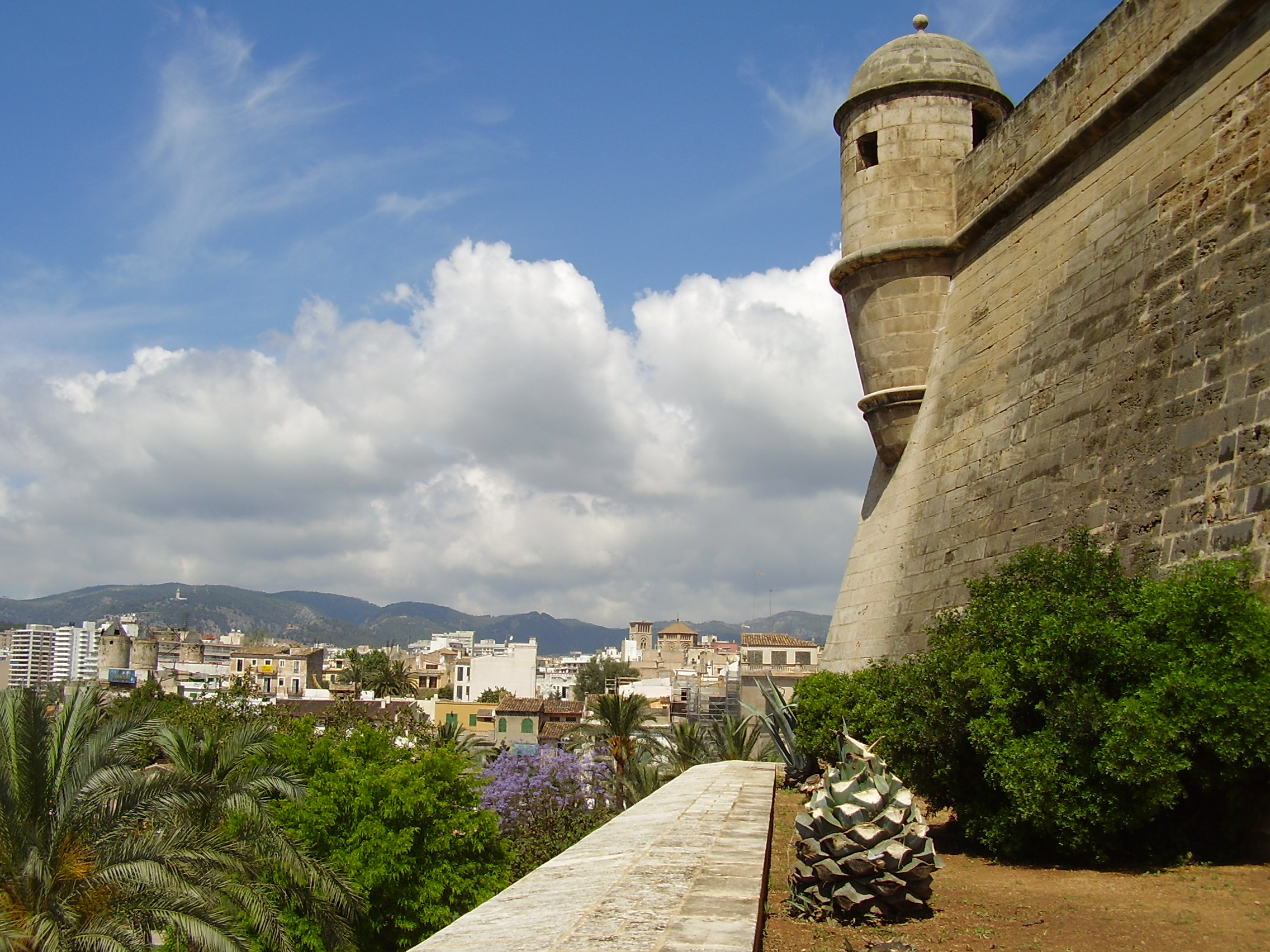
Es Baluard de Sant Pere, pervivència de les murades de Ciutat

Com a altres ciutats de l'estat espanyol, per autoritzar la demolició de les fortificacions s'havia exigit un projecte general d'eixamplament que ordenàs urbanísticament la ciutat extramurs i que, al mateix temps, entroncàs els ravals amb el nucli antic. Un denominador comú de totes les eixamples realitzades al migdia europeu fou el traçat ortogonal, en planta d'escaquer o de graella. El pla ortogonal fou la doctrina impartida a l'escola del Cos d'Enginyers Civils de Camins, Canals i Ports des de la seva organització el 1835. Els enginyers aplicaren sistemàticament aquests tipus de pla a l'hora de planificar ciutats, com es pot apreciar als plans d'eixample del s. XIX, els exemples més destacats dels quals són el Pla Cerdà de Barcelona i el Pla Castro de Madrid.

## Un pla radioconcèntric
Malgrat la seva formació d'enginyer i l'antecedent immediat que suposà la urbanització en quadrícula del raval de Santa Catalina, Calvet va recórrer a un altre tipus de traçat –radical i concèntric- del qual resultava una trama interna construïda per un conjunt d'illetes de superfície desigual i de forma irregular, amb predomini de les rectangulars, triangulars i trapezoïdals. La racionalitat, les qüestions circulatòries i de comunicació i l'aprofitament de tot el que ja existia justificaven, segons l'autor, l'elecció d'aquesta planimetria i no la usada per Cerdà i Castro a Barcelona i Madrid

## L'execució del pla
La tasca d'urbanització es dugué a terme amb més lentitud de la prevista. Malgrat que la superfície de l'eixampla havia estat calculada per a les necessitats de Palma en un període de vint-i-cinc anys, entre 1925 i 1940 encara es realitzaven obres importants encaminades principalment a l'obertura i regulació de vies. Fins i tot el 1945, es treballava en la construcció d'alguns trams com el del carrer Tomàs Forteza, entre Joan Maragall i Rover Motta.
Pel que fa a la configuració de la ciutat mitjançant el traçat de les vies, es pot indicar, en termes generals, que es respectà el pla inicial, si exceptuam variacions com les efectuades a la zona de Pérez Galdós, a l'actual polígon del Molinar de Llevant, i als terrenys de can Vatllori, on es construí l'asil de les Germanetes dels Pobres. No obstant, si s'analitza amb detall s'observa que el traçat d'alguns carrers no es feu amb gaire rigor; carrers que en el plànol són rectes en la realitat són irregulars i fins i tot és freqüent trobar-hi errors considerables de mides. Una pèrdua important del pla Calvet és la zona verda que s'havia de situar a l'oest, aprofitant la depressió del torrent de Sant Magí. També es reduí substancialment l'emplaçada entre la Riera i el camí de Jesús, ja que s'hi construïren el Velòdrom de Tirador (1903), els instituts Ramon Llull i Joan Alcover (1916) i el Canòdrom Balear (1932).

## La problemàtica del centre històric
Encara que el Projecte d'Eixampla de la Ciutat de Palma, d'acord amb les disposicions de la convocatòria, no planteja la remodelació del centre històric, Calvet era conscient de la seva problemàtica. Això és evident als articles publicats a El Ateneo, Las calles de Palma (1890) i Las murallas de Palma deben derribarse (1891). En aquests texts, Calvet dona una visió d'un nucli antic totalment degradat i proposa intervenir-hi amb la finalitat de solucionar qüestions relacionades amb el trànsit, la higiene i l'estètica. Les propostes de Calvet foren recollides posteriorment a diferents avantprojectes i projectes de reforma interior, redactats per arquitectes locals –Francesc Roca, Jaume Alenyar Ginard, Gaspar Bennàssar i Moner- durant el primer quart d'aquest segle, una època en la qual el traçat de l'eixamplament es considerava un projecte ja encarrilat i en vies de realització.